# Liam Baty
Liam Baty,  né le 9 février 1988 à Antony dans les Hauts-de-Seine, est un acteur français. 
De 2017 à 2020, il interprète le personnage de Rémy Valski dans la série télévisée Demain nous appartient sur TF1. Il joue également le rôle de Jonathan Daval dans le téléfilm Le Mystère Daval diffusé en 2022.

## Biographie
En 2007, dans le téléfilm Marie et Madeleine réalisé par Joyce Bunuel, il est le petit-ami de Mado interprétée par Sandy Lobry.
En 2009, il tourne son premier court-métrage, jouant au côté de Jean-Denis Marcoccio et Ugo Venel dans Basket et maths, qui fait partie de la collection 5 films contre l'homophobie. En 2013, il est dirigé par Jonas Bloquet dans le moyen métrage Un long week end et dans le court Je suis un corps.
Il se lance au théâtre en 2011 dans la pièce Triptyque jouée au Théâtre 71 de Malakoff. 
Il apparaît dans des séries télévisées à succès telles que RIS police scientifique, Famille d'accueil, Section de recherches avant d'incarner le personnage récurrent de Rémy Valski dans Demain nous appartient.

## Filmographie

### Télévision

#### Séries télévisées
- 2008 : RIS police scientifique (saison 4, épisode 6 : Chasse à l'homme) : François
- 2009 : Drôle de famille ! : le garçon (un épisode)
- 2010  : Famille d'accueil (saison 9, épisode 1 : Hors jeu) : Sandro
- 2014 : Section de recherches (saison 9, épisode 2 : Sexy à mort) : Thomas Mercier
- 2017-2020 : Demain nous appartient : Rémy Valski (saisons 1 à 4)
- 2019 : Alice Nevers, le juge est une femme (saison 17, épisodes 1 et 2 : Série noire - crossover avec la série Section de recherches) : Robin Guéret
- 2019 : Nina (saison 5, épisode 11 : Le don de la vie) : Thomas
- 2024 : La Recrue (saison 1, épisode 5 : La vie de château) : Luca Fernandez

#### Téléfilms
- 2007 : Marie et Madeleine : le petit-ami de Mado
- 2022 : Le Mystère Daval : Jonathann Daval

#### Publicités
- 2006 : Alain Afflelou
- 2014 : Renault Sport
- 2015 : Givenchy

### Cinéma

#### Longs métrages
- 2007 : Hitman de Xavier Gens : Young Hitman[réf. nécessaire]

#### Moyen métrage
- 2013 : Un long week end de Jonas Bloquet

#### Courts métrages
- 2009 : Basket et maths de Rodolphe Marconi : Cédric
- 2013 : Je suis un corps de Jonas Bloquet
- 2013 : 11 d'Anatole Pigot
- 2013 : La race de fer de Grégoire Clamart
- 2015 : Grands soleils de Maxence Dussère : Romain
- 2019 : Entre ses mains de Loïc Jaquet : Vincent

## Théâtre
- 2011 : Triptyque d'Eli Hay
- 2012 : Pop-corn de Ben Elton, mise en scène de Claire Boyé
- 2012 : La veillée de Lars Norén, mise en scène de Marie-Pierre Bellefleur
- 2013 : Un divin bordel de Benjamin Bir